# 杭鸿志
杭鸿志（1907年—1988年），字振民，男，江苏铜山人，中国政治人物，曾任陆军大学教务处长（中将军衔），中国人民解放军军事学院教员组长, 中国国民党革命委员会中央委员会委员，江苏省政协副主席。